# أنور البابا
أنور كامل البابا المشهور بـأنور البابا (12 أبريل 1915 - 19 يناير 1992)، ممثل سوري من عائلة دمشقية. كان يعمل موظفًا في رئاسة الوزراء السورية، إلى جانب عمله في الإذاعة والمسرح والتلفزيون السوري. اشتهر بأدائه لدور شخصية نسائية باسم «أم كامل»، وقد كانت بداية مسيرته الفنية عام 1939. عمه الخطاط العربي الشهير محمد حسني والد الفنانتين العربيتين سعاد حسني، ونجاة الصغيرة.

أنور البابا في شخصية أم كامل التي اشتَهَر بها وعُرف

## أعماله

### التلفزيون
- 1968: حمام الهنا
- 1970: مواقف عربية قدّمها (بدور رجل باللغة الفصحى).
- أبو جلدة
- نهاوند
- الدخيل
- الأيام تدور
- سالم وجميلة
- دولاب
- 1978: الحكاية الثانية من سيرة بني هلال: الأميرة الخضراء.

#### سلسلة مسلسلات أم كامل
- 1967 مسحر رمضان.. فاعل خير
- 1968: برج الحوت
- 1969: مختار السبع بحرات
- 1972: أبو صياح الثاني عشر

#### تمثيليات
- 1975: العريس التلفزيونية (تمثيلية: بدور رجل)

### أفلام
- 1958: بنت البادية
- 1961: الأزواج والصيف
- 1966: مغامرات فلفلة
- 1971: امرأة تسكن وحدها
- 1973: شقة للحب
- 1973: ذكرى ليلة حب
- 1974: فاتنة الصحراء
- 1975: الحسناء وقاهر الفضاء
- 1975: حبيبي مجنون جدًا
- 1975: شقة للحب
- 1976: غرام المهرج (شخصية رجل)

#### سلسلة أفلام أم كامل
- 1948: نور وظلام
- 1957: إسماعيل يس للبيع
- 1964: أنت عمري

### مسرحيات
- لوحة «شيخ الكتّاب»، قدّمت على المسرح العسكري في عام 1964 وهي من تأليفه.

### الإذاعة
ومن أهم الأعمال التي قدّمها أنور البابا للإذاعة، وكانت من تأليفه وتمثيله والتي تعود لما قبل سنة 1951:
- آخ يا بطني
- إبرة وخيط
- الأسطورة الأزلية
- التزام
- أم كامل حول العالم
- أم كامل في البرلمان
- الأمومة
- أنا المخطئ
- أنا والستّات (مسلسل إذاعي في 30 حلقة)
- أهل الصدقة
- البخيلة
- بدها طولة بال
- بدي عريس
- بنت الحلال (مسلسل في 30 حلقة)
- بيت المحبة

تحديد النسل
- ترانزيستور
- تعاون
- تويست
- تياترو أم كامل(مسلسل في حلقات)
- جنة الزوجة
- جو ملائم
- جينا نصالحكن
- حرمي المصون
- حزور رمضان (مسلسل في 30 حلقة)
- حط بالخرج
- حكايا أم كامل (مسلسل في 30 حلقة)
- الحوت اليهودي
- الحياة حلوة
- خفايا الدنيا
- الداية أم كامل
- الدعوة لبرّا
- رباط عائلي
- ربّوا واتعبوا
- الزلمة جن
- الزوجة المثالية
- زيارة المرحوم
- سهرات أهل الفن
- شمهورش
- شوال سكّر
- الصاحب العسل
- صالون أم كامل (مسلسل في 30 حلقة)
- صحاب الرجل
- صندوق التوفير
- صندوق حديد
- طبيعة المرأة
- الطفل والجنس
- العلم نورن
- عمارة أم كامل (مسلسل في 30 حلقة)
- عنترة بن شدّاد (مسلسل إذاعي بالفصحى)
- العيرة ما بتدّفي
- فرخ البط
- القرش
- القفص الزوجي
- كتر الدلال
- كوافير أفندي
- المال فدا الأرواح
- ماني مبسوطة
- المساواة
- مستعجلة
- مسرح الفكاهة (مسلسل في 30 حلقة)
- مصلحة العائلة
- مصنع الفنون (مسلسل في حلقات)
- مظاهر فارغة
- ميزان الحرارة
- الناس بلا الناس
- نظرية عامة
- نوم الهنا
- هدايا رمضان (برنامج منوّعات مع كامل التلمساني)
- هيك الموضة
- الولد الورش

## روابط خارجية
- أنور البابا على موقع قاعدة بيانات الأفلام العربية